# Movva (India)
Movva è un centro abitato dell'India appartenente al Distretto di Krishna. Nel 2011 aveva una popolazione di circa 5 500 abitanti.